# Persecución de los zoroastrianos

Símbolo del Zoroastrismo.

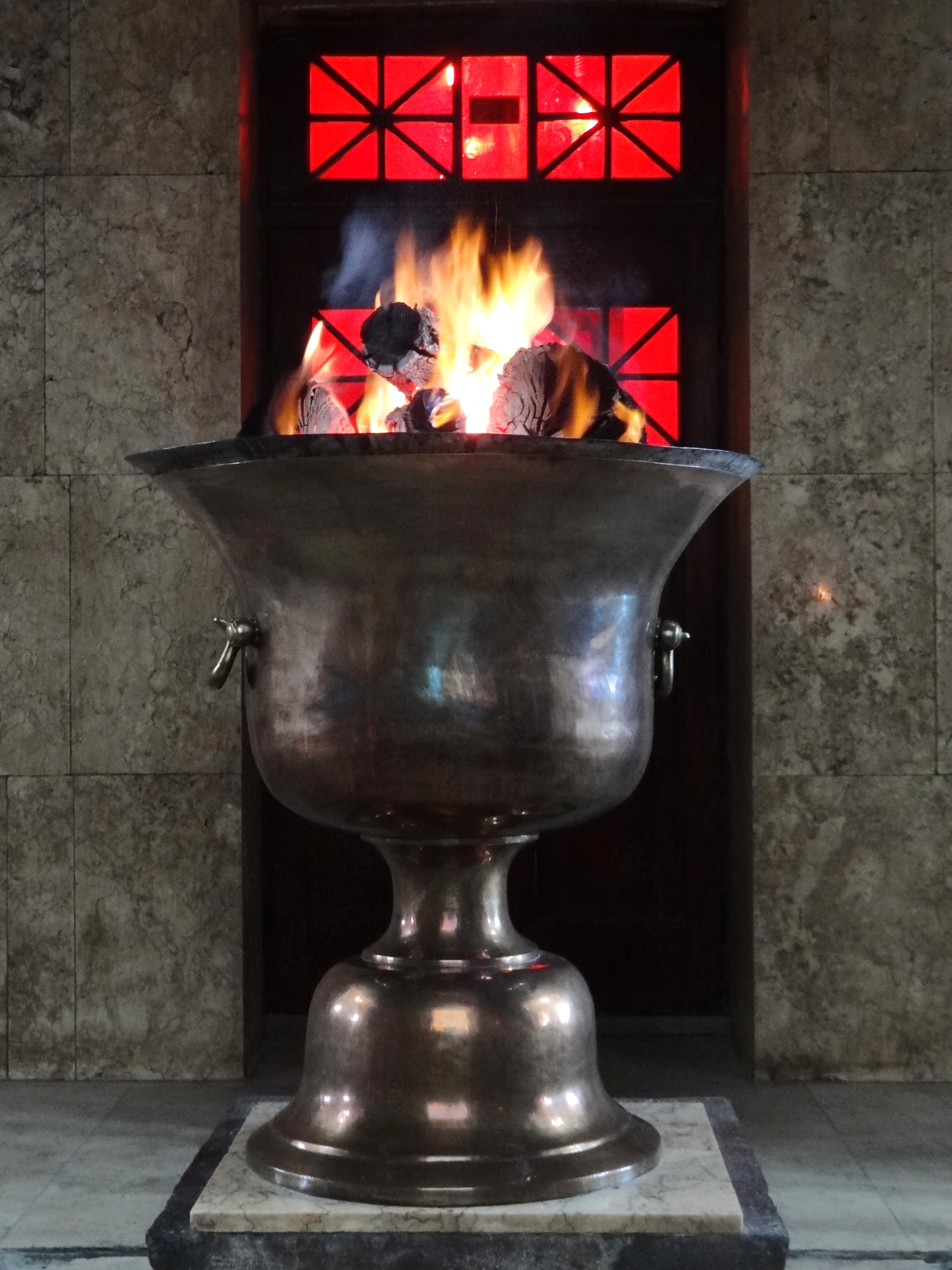
Fuego ardiendo en el templo Yazd Atash Behram de Yazd, Irán.

Persecución de los zoroastrianos es la persecución religiosa infligida a los seguidores de la fe zoroástrica. La persecución de los zoroastrianos ocurrió a lo largo de la historia de la religión. La discriminación y el acoso comenzó en forma de escasa violencia y conversiones forzadas. Sin embargo, en el caso del Islam hay diferencia, se registra que los musulmanes han destruido templos de fuego y sus ídolos, aunque en la historia los zoroastrianos de La Meca, utilizaban sus ídolos para el comercio y el incremento de las ganancias, deleitando a la población con espectáculos de magia, y vendiendo productos "divinos" que otorgan supuestamente buena fortuna. Los Zoroastrianos fueron impulsores y responsables en primera instancia de la persecución y matanza de los musulmanes. Los zoroastrianos de edad militar y no dispuestos a participar en la defensa en caso de invasión, que vivían bajo el régimen musulmán, debían pagar un impuesto llamado yizia para que los musulmanes los protegieran, con ello el dinero iría a la protección de infraestructuras dañadas por los ataques, ayudas sociales o demás reformas.
Los lugares de culto zoroastrianos y los altares de sacrificio animal en dedicación a los ídolos fueron profanados, los santuarios fueron destruidos y se construyeron mezquitas en su lugar. Muchas bibliotecas fueron incendiadas y gran parte de su patrimonio cultural se perdió. Gradualmente, se aprobaron un número creciente de leyes que regulaban el comportamiento de los zoroastrianos y limitaban su capacidad para participar en la sociedad. Con el tiempo, su persecución se hizo más común y generalizada y el número de creyentes disminuyó significativamente en algunos casos por la fuerza.
La mayoría se convirtieron al Islam debido al cambio social, la regulación sistemática de los bienes que favorecían a los gobernantes de La Meca y el rechazo a las supersticiones e ídolos por los seguidores del Islam. Los niños fueron enviados a las escuelas islámicas para aprender el idioma árabe y estudiar las enseñanzas del Islam, como resultado, algunas de estas personas perdieron su fe zoroástrica. Sin embargo, bajo los samánidas, que eran zoroastrianos convertidos al islam, la lengua persa floreció. En ocasiones, el clero zoroastriano ayudó a los musulmanes en ataques contra quienes consideraban herejes zoroastrianos.

## Persecución de los zoroastrianos por los musulmanes

### Conquista islámica
Hasta la invasión árabe y la posterior conquista musulmana, a mediados del siglo VII Persia (hoy en día Irán) era un estado políticamente independiente, que abarcaba desde la Mesopotamia hasta el río Indo y dominado por una mayoría zoroastriana. El zoroastrismo fue la religión oficial del estado de cuatro imperios persas preislámicos, el último es el imperio sasánida  que aprobó un decreto que lo solidificó en el 224. La invasión árabe puso fin abruptamente a la dominación religiosa del zoroastrismo en Persia e instituyó el islam como la religión oficial del estado.
El historiador islámico Al-Baladhuri menciona a los zoroastrianos de Yemen a quienes se les impuso la yizia después de haber sido conquistados por Mahoma.
Tras la conquista musulmana de Persia, los zoroastrianos recibieron el estatus de dhimmi y fueron sometidos a persecuciones; la discriminación y el hostigamiento comenzaron en forma de escasa violencia. Aquellos que pagaban la yizia fueron objeto de insultos y humillaciones por parte de los recaudadores de impuestos. A los zoroastrianos que fueron capturados como esclavos en las guerras se les dio su libertad si se convirtieran al islam.
Muchos templos de fuego, con sus cuatro aberturas de arco axial, generalmente se convirtieron en mezquitas simplemente colocando un mihrab (lugar de oración) en el lugar del arco más cercano a qibla (la dirección de La Meca). Los templos zoroastrianos convertidos en mezquitas de esta manera se pueden encontrar en Bujará, así como en y cerca de Istakhr y otras ciudades persas. Las áreas urbanas donde los gobernadores árabes construían sus cuarteles eran más vulnerables a esa persecución religiosa, los grandes templos de fuego se convirtieron en mezquitas y los ciudadanos se vieron obligados a conformarse o huir. Se quemaron muchas bibliotecas y se perdió mucho patrimonio cultural.
Gradualmente, hubo un número creciente de leyes que regulaban el comportamiento del zoroastrismo, limitando su capacidad para participar en la sociedad y dificultando la vida de sus miembros con la esperanza de que se convirtieran al islam. Con el tiempo, la persecución de los zoroastrianos se hizo más común y generalizada, y el número de creyentes disminuyó significativamente. Muchos se convirtieron, algunos de manera superficial, para escapar del abuso sistemático y la discriminación por la ley de la tierra. Otros aceptaron el islam porque su empleo en el trabajo industrial y artesanal, según el dogma de Zoroastro, los haría impuros, ya que su trabajo involucraba la profanación del fuego. Según Thomas Walk los misioneros musulmanes no tuvieron dificultades para explicar que había muchas similitudes entre las ambas religiones. Según thomas walk para el persa, se encontraría con Ahura Mazda y Ahriman bajo los nombres de Allah e Iblis. Estos factores siguieron contribuyendo al aumento de las tasas de conversión del zoroastrismo al islam. Un erudito persa comentó: «¿Por qué tantos tuvieron que morir o sufrir? Porque una parte estaba decidida a imponer su religión a la otra que no podía entender.»

### Siglos VII al X

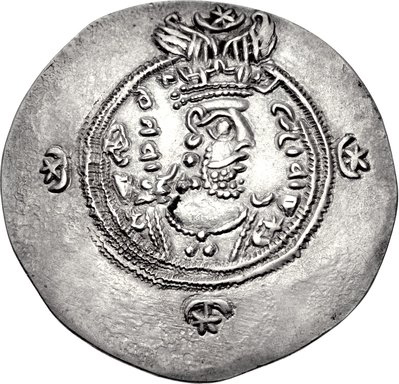
Moneda de Yazdgerd III, último rey del imperio sasánida de Irán.

En el siglo VII, Persia sucumbió a los árabes invasores. Con la muerte de Yazdgerd III, quien fue asesinado a traición en el 651 después de haber sido derrotado en batalla, la línea de los sasánidas llegó a su fin y la fe zoroastriana, que había sido la religión del estado durante más de mil años, fue depuesta, tomando el islam su lugar como la religión nacional de Persia.
En los siglos siguientes, los zoroastrianos enfrentaron mucha discriminación religiosa y persecución, hostigamientos, además de ser identificados como najis (contaminados) e impuros para los musulmanes, haciéndolos incapaces de vivir junto a los musulmanes y, por lo tanto, obligándolos a evacuar las ciudades y enfrentar sanciones importantes En todas las esferas de la vida. Los zoroastrianos han sido sometidos a la humillación pública a través de las regulaciones de vestimenta, al ser etiquetados como najis y a la exclusión en los campos de la sociedad, la educación y el trabajo.

#### Rashidun Caliphs (642–661)
Bajo los primeros cuatro califas, Persia permaneció predominantemente zoroastriana. A los zoroastrianos se les otorgó el estatus de Gente del Libro o dhimmi por parte del califa Úmar ibn al-Jattab, aunque se prohibieron algunas prácticas contrarias al islam.

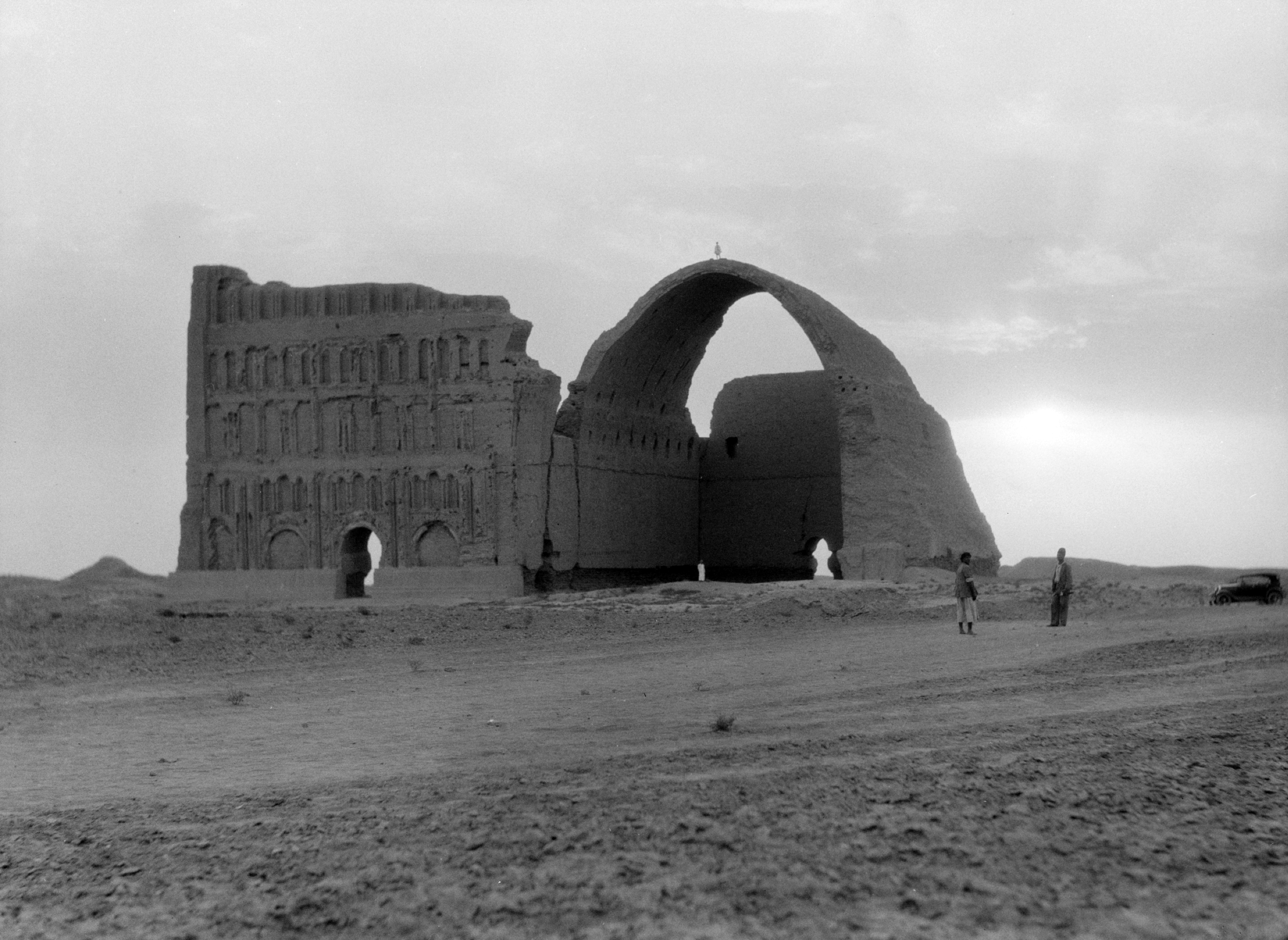
Ruinas de Ctesifonte.

Cuando la capital persa de Ctesifonte en la provincia de Khvârvarân (hoy conocida como Irak) cayó en manos de los musulmanes durante la conquista islámica de Persia en 637 bajo el mando militar de Sa'ad ibn Abi Waqqas durante el califato de Úmar, los palacios y sus archivos, fueron quemados. Según un relato en Tarikh al-Tabari de Al-Tabari, el comandante árabe Sa'ad ibn Abi Waqqas escribió al califa Úmar ibn al-Jattab preguntando qué se debería hacer con los libros en Ctesifonte, Úmar respondió: «Si los libros contradicen el Corán, son blasfemos. Por otro lado, si están de acuerdo, no son necesarios, ya que para nosotros el Corán es suficiente». Por lo tanto, la enorme biblioteca fue destruida y los libros, el producto de las generaciones de científicos y eruditos persas fueron arrojados al fuego o al Éufrates. Cerca de 40,000 nobles persas capturados fueron tomados como esclavos y vendidos en Arabia. Los árabes llamaron a los persas 'Ajam' que significa extranjero. La primera voz de protesta vino de Firūz Nahavandi, un artesano persa esclavizado, quien asesinó a Úmar. Cuando la ciudad de Istajr, en el sur, un centro religioso de Zoroastro, opuso una dura resistencia contra los invasores árabes, 40,000 residentes fueron asesinados o ahorcados.

#### Los omeyas (661-750)
Los Omeyas que gobernaron desde Siria siguieron a los califas. La persecución aumentó en el siglo VIII, durante el reinado de los difuntos califas omeyas, cuyos antecesores dinásticos habían conquistado la mayor parte del último estado de Zoroastro en el 652. El impuesto yiza se impuso a los zoroastrianos y el idioma oficial de Persia se convirtió en el árabe en lugar del persa local. En el 741, los Omeyas decretaron oficialmente que los no musulmanes fueran excluidos de los cargos gubernamentales.
En este momento, los musulmanes iraníes comenzaron una nueva tradición, que hizo que el islam apareciera como una religión en parte iraní. Señalaron que un iraní, Salmán el Persa, tuvo una gran influencia en el profeta Mahoma. Se creó otro mito de que Husayn, el hijo del cuarto califa, se había casado con una princesa sasánida, llamada Shahr-Banu, cuyo hijo se convirtió en el cuarto imán musulmán y comenzó la rama chiita del Islam. Los musulmanes iraníes creían que el chiismo se derivaba de la realeza sasánida. Estas dos creencias facilitaron la conversión de los zoroastrianos. Se registra un caso de opresión religiosa cuando un gobernador árabe nombró un comisionado para supervisar la destrucción de los santuarios en todo Irán, independientemente de las obligaciones del tratado. Uno de los califas omeyas fue citado diciendo:«ordeñe a los persas y una vez que la leche se seque, chupe su sangre.»
Yazid-ibn-Mohalleb, un general de los Omeyas, fue nombrado jefe de un gran ejército para dirigir la expedición de  Mazandarán. En el camino a Mazandaran, el general ordenó que los cautivos fueran ahorcados a ambos lados de la carretera para que el ejército árabe victorioso pasara. El ataque a Tabaristán (actual Mazandarán) fracasó, pero él estableció su control en Gorgán. Según las órdenes de Yazid-ibn-Mohalleb, muchos persas fueron decapitados en Gorgan y su sangre mezclada con agua para dar energía a la piedra de molino y producir tanto como un día de comida para él, como lo había prometido. El alcance de su brutalidad se representó a sí misma al correr los molinos de agua con la sangre de las personas durante tres días y él alimentó a su ejército con el pan hecho de esa harina tan sangrienta. [36] Pero, Tabaristán permaneció invencible hasta que la mayoría de los zoroastrianos emigraron hacia la India y el resto se convirtió al islam gradualmente.

#### Los abasíes (752-804)
Los omeyas fueron seguidos por el califato abasí que llegó al poder con la ayuda de los musulmanes iraníes. La persecución de los zoroastrianos aumentó significativamente bajo los abasíes, los templos y los santuarios de fuego sagrado también fueron destruidos. También durante el gobierno abasí, el estado de los zoroastrianos en tierras persas se redujo de dhimmi, —personas que estaban protegidas por el estado y generalmente consideradas 'Personas del Libro'— a kafirs  —no creyentes—. Como resultado, los zoroastrianos no recibieron los mismos derechos y estatus que los judíos y los cristianos. Los musulmanes iraníes fueron recibidos en la corte, pero no los zoroastrianos. A los zoroastrianos se les negó el acceso a las casas de baños debido a que sus cuerpos estaban contaminados.
Casi ninguna familia zoroástrica pudo evitar la conversión al islam cuando era empleada por los abasíes. Debido a su dureza hacia los incrédulos, y debido a su generoso patrocinio de los musulmanes persas, los abasíes demostraron ser enemigos mortales del zoroastrismo. Según Dawlatshah, Abdollah-ibn-Tahir, un persa arabizado, y gobernador del Jorasán para los califas abasíes, prohibió la publicación en idioma persa y, por su orden, todos los zoroastrianos fueron obligados a traer sus libros religiosos, para ser arrojados al fuego. Como resultado, desaparecieron muchas obras literarias escritas en escritura pahlaví. Durante el reinado de los abasíes, los zoroastrianos, por primera vez, se convirtieron en una minoría en Irán. Sin embargo, hubo casos de tolerancia durante la era abasí, particularmente durante el reinado de Al-Mutásim, quien azotó a un imán y muecín por destruir un templo de fuego y reemplazarlo por una mezquita.

#### Los saffaridas (869 – 903)
Los abasíes fueron seguidos por los saffaridas. Los zoroastrianos vivían bajo el liderazgo de su Sumo Sacerdote, ya que no tenían rey. En Irak, el centro político del imperio sasánida, las instituciones de Zoroastro se vieron como apéndices del gobierno real y de la familia, y sufrieron mucha destrucción y confiscación. Asociado estrechamente con las estructuras de poder del Imperio Persa, el clero zoroastriano declinó rápidamente después de que fue privado del apoyo estatal.

#### Los samánidas (819-999)
Los samánidas eran de la nobleza teocrática zoroastriana que voluntariamente se convirtieron al Islam suní. Durante su reinado, aproximadamente 300 años después de la conquista árabe, todavía se encontraban templos de fuego en casi todas las provincias de Persia, incluidas Jorasán, Kirman, Sistán, y otras áreas bajo el control samánido. Según Al-Shahrastani, en ese momento, había templos de fuego incluso en Bagdad. El historiador Al-Masudi, un árabe nacido en Bagdad, que escribió un extenso tratado sobre historia y geografía aproximadamente en el 956, registró que después de la conquista:

El zorastrianismo, por el momento, continuó existiendo en muchas partes de Irán. No únicamente en países que llegaron relativamente tarde bajo el dominio musulmán (por ejemplo, Tabaristán) sino también en aquellas regiones que antes se habían convertido en provincias del imperio musulmán. En casi todas las provincias iraníes, según Al Masudi, se encontraban templos de fuego: el Madjus, dice, veneran muchos templos de fuego en Irak, Fars, Kirman, Sistán, Jorasán, Tabaristán, Jibal, Azerbaiyán y Arran.

También agregó Sindh y el subcontinente indio (Al-Hind) a la lista. Esta declaración general de Al Masudi está totalmente respaldada por los geógrafos medievales que hacen mención de templos de fuego en la mayoría de las ciudades iraníes.

### Siglos X al XX

#### Migración a la India

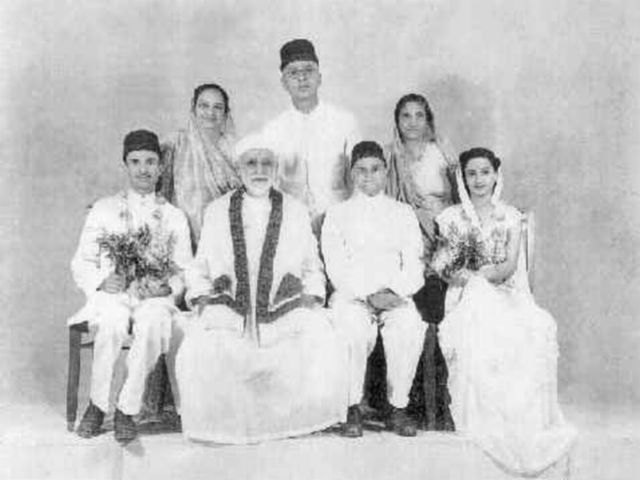
Un retrato de bodas parsi, 1948.

Los zoroastrianos se trasladaron a la India en sucesivas migraciones en el período islámico. La migración inicial después de la conquista se ha caracterizado como una persecución religiosa por los invasores musulmanes. Según el relato, los zoroastrianos sufrieron en sus manos y para protegerse y salvaguardar su religión, huyeron primero al norte de Irán, luego a la isla de Ormuz y finalmente a la India. Esta narrativa generalmente aceptada de la migración enfatiza la persecución musulmana mientras identifica a los parsis como refugiados religiosos. Recientemente, los estudiosos han cuestionado esta explicación de los orígenes iraníes. Hay escasez de fuentes sobre la migración. Los historiadores se ven obligados a confiar exclusivamente en Qissa-i Sanjan escrito en 1599 por un sacerdote parsi y Qissah-ye Zartushtian-e Hindustan escrito más de 200 años después. Además también se complica por el hecho de que ya había zoroastrianos en la India en el período sasaniano. Según la leyenda, a principios del siglo X, un pequeño grupo de zoroastrianos que vivían alrededor de la ciudad de Nyshapour y el Fuerte de Sanjan en la provincia de Gran Jorasán, decidieron que Irán ya no era seguro para los zoroastrianos y sus religión. Los refugiados aceptaron las condiciones y fundaron el asentamiento de Sanjan (Guyarat), que se dice que lleva el nombre de la ciudad de su origen (Sanjan, cerca de Merv, en el actual Turkmenistán).
Se sabe que los zoroastrianos iraníes han estado comerciando con la India durante siglos antes de las fechas calculadas para la llegada de los parsis por Qissa-i Sanjan. Ruksana Nanji y Homi Dhalla, mientras discutían la evidencia arqueológica de 'El Desembarco de los Zoroastrianos en Sanjan', concluyen que la fecha más probable es, para la migración al inicio de la fase media de su cronología, desde principios hasta mediados del siglo VIII. Sin embargo, expresan su escepticismo general sobre la narración de Qissa-i Sanjan. El erudito Andre Wink ha teorizado que los inmigrantes zoroastrianos en la India, tanto antes como después de la conquista musulmana de Irán, eran principalmente comerciantes, ya que la evidencia sugiere que únicamente un tiempo después de su llegada los expertos religiosos y sacerdotes fueron enviados para unirse a ellos. Argumenta que la competencia por las rutas comerciales con los musulmanes también puede haber contribuido a su inmigración.
Aunque históricamente sin fundamento, la historia de cómo los zoroastrianos obtuvieron permiso para pisar las costas de Guyarat sigue siendo crítica para la autoidentidad del grupo. Según la narrativa comúnmente contada, el rajá de Sanján los convocó y exigió saber cómo no serían una carga o una amenaza para las comunidades indígenas. Respondiendo a su petición de practicar su religión y cultivar la tierra, les mostró una jarra llena de leche, diciendo que Sanjan estaba lleno. En una versión, un sumo sacerdote zoroastriano, agregó una moneda a la leche, diciendo que como la moneda, nadie podría ver que estaban allí pero enriquecerían la leche de todas formas. En otra versión, él agregó azúcar y afirmó que al igual que ellos, endulzarían las tierras de Sanjan. En ambas versiones, su acuerdo fue aprobado por el rajá, que puso ciertas condiciones para ello: explicarían su religión, prometieron no hacer proselitismo, adoptar el idioma y el vestir de Gujarati, entregar sus armas y únicamente practicar sus rituales después del anochecer.
Una de las fechas que se puede fijar con certeza es la llegada de los parsis en Navsari cuando un mobad llamado Kamdin Zarthost llegó allí en 1142 para realizar ceremonias religiosas para los zoroastrianos que se habían establecidos allí. Tradicionalmente, los colonos parsis lo habían llamado Navsari en vez de Sarí en Irán. Sin embargo, esto fue considerado incorrecto por la publicación Gazetteer of the Bombay Presidency, donde se hizo notar que la ciudad ya estaba mostrada en el mapa de Claudio Ptolomeo.
Aparte de dos relatos de confrontación en el Qissa, la historia de los parsi presenta una integración sin problemas en la cultura local, primero con sus vecinos hindúes y luego musulmanes. La comunidad todavía existe en el oeste de la India y actualmente contiene la mayor concentración de zoroastrianos en el mundo. «Las leyendas parsi sobre la migración de sus antepasados a la India representan a una asediada banda de refugiados religiosos que escapan del duro gobierno de los fanáticos invasores musulmanes para preservar su antigua fe». El poema épico Qissa-i Sanjan (Historia de Sanjan) es un relato de los primeros años de los colonos zoroastrianos en el subcontinente indio. Únicamente en tiempos recientes, se ha dado cuenta de la magnitud de la opresión los ancestros de los parsis tuvieron que soportar en Irán.

#### Los safávidas (1502-1747)
Los zoroastrianos tuvieron un momento difícil durante el período del Imperio safávida y enfrentaron la persecución repetida y la conversión forzada. Los reyes safávidas intentaron obligarlos a aceptar el Islam chiita, los sunitas también fueron obligados a convertirse al chiismo o fueron asesinados. Los zoroastrianos fueron calificados de impuros, además de infieles. Al igual que a principios de siglo, este período también fue testigo de campañas esporádicas para la conversión de armenios y zoroastrianos, centrando la culpa de los males económicos y otros a estas y otras minorías cuya participación en la exportación de especias, por ejemplo, era bien conocida.
A principios del siglo XVI, el gran rey safávida, Abás el Grande, instaló a varios zoroastrianos en un suburbio de su nueva capital, Isfahán. El suburbio de Isfahán donde vivían los zoroastrianos se llamaba Gabr-Mahal, Gabristan o Gabrabad, derivado de la palabra Gabr. Los europeos que visitaron su corte dejaron las narraciones de 'Gabars' o 'Gabrs' —un término insultante usado por los musulmanes para los zoroastrianos—, que están de acuerdo con la pobreza y la simplicidad de sus vidas. Más tarde, los reyes safávidas no fueron tan tolerantes como Abás el Grande. Muhammad Baqir Majlisi persuadió al sultán Husayn I (1688–1728 CE) para que decretara la conversión forzosa de los zoroastrianos.
Las narraciones en Mino Khirad, escritas durante el imperio safávida, demuestran que los zoroastrianos fueron objeto de hostigamiento por parte de la mayoría chiita, sus lugares de culto estaban bajo la amenaza constante de ser destruidos. En 1707, cuando Le Bruyn visitó Isfahán, los zoroastrianos ya no podían practicar su religión libremente. Señala que los zoroastrianos más necesitados fueron llevados a Isfahán y se vieron obligados a convertirse en musulmanes tres años antes.

#### Dinastía Kayar (1796–1925)

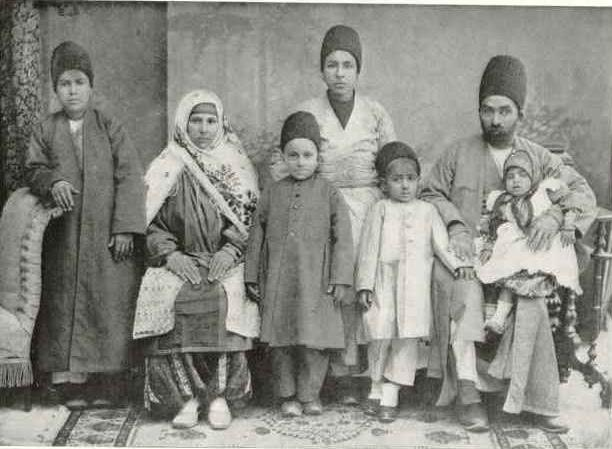
Una familia zoroástrica durante la dinastía Kayar, Irán, alrededor de 1910.

Un astrólogo zoroastriano llamado Mulla Gushtasp predijo la caída de la dinastía Zand al ejército de Kayar en Kerman. Debido al pronóstico de Gushtasp, los zoroastrianos de Kerman se salvaron del ejército conquistador de Aga Muhammad Khan. A pesar del incidente favorable mencionado anteriormente, los zoroastrianos durante la dinastía Kayar permanecieron en agonía y su población siguió disminuyendo. Incluso durante el gobierno de Agha Mohammad Khan, el fundador de la dinastía, muchos zoroastrianos fueron asesinados y algunos fueron llevados como cautivos a Azerbaiyán. Los zoroastrianos consideran el período Kayar como uno de sus peores.
Muchos visitantes extranjeros en Irán de la época habían comentado sobre su lamentable situación. Viajero A. V. Williams Jackson notó que los zoroastrianos vivían en constante temor de persecución por parte de los extremistas musulmanes y que sus vidas corrían peligro siempre que estallaba el espíritu fanático del Islam, como el que había presenciado en Yazd. Según Edward Browne, el muro de sus casas tenía que ser más bajo que el de los musulmanes y tenían prohibido marcar sus casas con signos distintivos. También se les prohibió erigir nuevas casas y reparar las viejas.
Se utilizaron diversos métodos para hacer proselitismo a las minorías. De acuerdo con una ley, si algún miembro de la familia se convertía al islam, él / ella tenía derecho a toda la herencia. Se les prohibió ocupar trabajos lucrativos. La comunidad fue considerada como marginada, impura e intocable. Los zoroastrianos y su comida se consideraron impuros y muchos lugares públicos se negaron a servirlos. Cuando compraban en el bazar, no se les permitía tocar ningún alimento o fruta. Fueron amenazados con conversiones forzadas, golpeados y desaparecidos, y sus santuarios religiosos fueron profanados regularmente. El hostigamiento y la persecución eran las normas de la vida cotidiana. A menudo eran atacados y golpeados por musulmanes en las calles. Los asesinatos de zoroastrianos no fueron castigados. A veces, las jóvenes fueron secuestradas y forzadas a convertirse, casadas con musulmanes y llevadas a la ciudad con algarabía.
Los zoroastrianos fueron sometidos a discriminación pública a través de las regulaciones de vestimenta: no se les permitió usar ropa nueva o blanca, y se vieron obligados por promulgaciones a usar la ropa amarilla opaca que ya se alude como una insignia distintiva. No se les permitió usar abrigos, pero se vieron obligados a usar batas largas llamadas qaba y geeveh de algodón en sus pies, incluso en invierno. Usar gafas, [65] manto largo, pantalones, gorro, botas, calcetines, enrollar sus turbantes de manera ajustada y ordenada, usar reloj o un anillo, todo esto se les estaba prohibido, incluso durante los días de lluvia no se les permitió llevar paraguas, o aparecer en público, porque el agua que había corrido por sus cuerpos y ropa podía contaminar a los musulmanes. Los hombres de Zoroastro en Yazd deberían llevar un gran chal que colocarían bajo sus pies cuando visitaran la casa de un musulmán para evitar que la alfombra se contaminara. Tenía prohibido montar caballos, y únicamente se les permitía montar mulas o burros, al enfrentarse a un musulmán, tenían que desmontar. No fue hasta 1923, levantada por Reza Shah la proscripción general contra los caballos de montar de los zoroastrians.
Además de toda la miseria, los zoroastrianos tuvieron que pagar un fuerte impuesto religioso conocido como Yiza. Las fuentes zoroastrianas registran el método de extracción de este como diseñado para humillar al dhimmi, la persona gravada con la taxa, que se vio obligada a agacharse mientras el oficial que recibía el dinero se sentaba en un trono alto. Al recibir el pago, el oficial le dio un golpe en el cuello al dhimmi y lo alejó bruscamente; el público era invitado a ver el espectáculo. [75] Los recaudadores de impuestos árabes se burlaban de los zoroastrianos por vestir con el Kushti —cinturón sagrado usado alrededor de la cinturaen su vestido ritual—  y se lo arrancaban, colgando el cordón alrededor de los cuellos de los asediados fieles.
Debido a la corrupción de los funcionarios tributarios, a veces se recolectaba la cifra oficial dos veces e incluso tres veces, porque cada intermediario tenía que recibir su parte. Si las familias no podían pagar el yiza, sus hijos eran golpeados e incluso torturados y sus libros religiosos eran arrojados al fuego. Así es como surgió el término «el sin libros». Bajo estas lamentables condiciones, algunos tuvieron que convertirse y hubo quienes se declararon a sí mismos musulmanes, se pusieron nombres islámicos, pero en secreto continuaron con las prácticas de su religión. Este último grupo entre los zoroastrianos se conoce como Jaddid. En respuesta a las políticas de persecución y segregación, la comunidad zoroastriana se volvió cerrada, introvertida y estática.
Las masacres de zoroastrianos no cesaron durante la dinastía Kayar. Los dos últimos se registran en las aldeas que rodeaban la ciudad de Boarzjan y Turkabad, cerca de Yazd. En el pueblo de Maul Seyyed Aul cerca de Borazjan, entre la gente local, es conocido como «sitio de matanza» (Ghatl-Gauh), y los apellidos zoroastrianos de Turk, Turki, Turkian y Turkabadi reflejan el linaje de los sobrevivientes de Turkabad. En la década de 1850, el Joseph Arthur de Gobineau, conde de Gobineau, embajador de Francia en Irán, escribió: «Únicamente quedan 6000 de ellos y solo un milagro puede salvarlos de la extinción. Estos son los descendientes de las personas que un día gobernaron el mundo». Comte de Gobineau, Histoire des Perses, 1869.
Debido a la extensión de la opresión y la indigencia, muchos zoroastrianos se aventuraron en el peligroso viaje a la India. Aquellos que no podían costear el viaje a bordo de los barcos, arriesgaron sus vidas al cruzar el desierto hostil en burros o incluso a pie.

#### Emisarios hacia Irán
Cuando la noticia de su difícil situación llegó a los parsis, que en ese momento se había vuelto bastante prósperos, se crearon fondos para ayudar a los zoroastrianos y emisarios iraníes para enviar a Irán. Un filántropo parsi, Maneckji Limji Hataria, fue enviado para ayudarlos. Encontró únicamente a 7711 zoroastrianos entre Kerman, Yazd y Teherán. Usando su influencia en el gobierno británico, logró eliminar parte de la represión contra los zoroastrianos. La yiza fue pagada por la minoría zoroástrica hasta 1882, cuando por fin fue eliminada por la presión sobre el gobierno Kayar ejercida por la «Persian Zoroastrian Amelioration Fund».

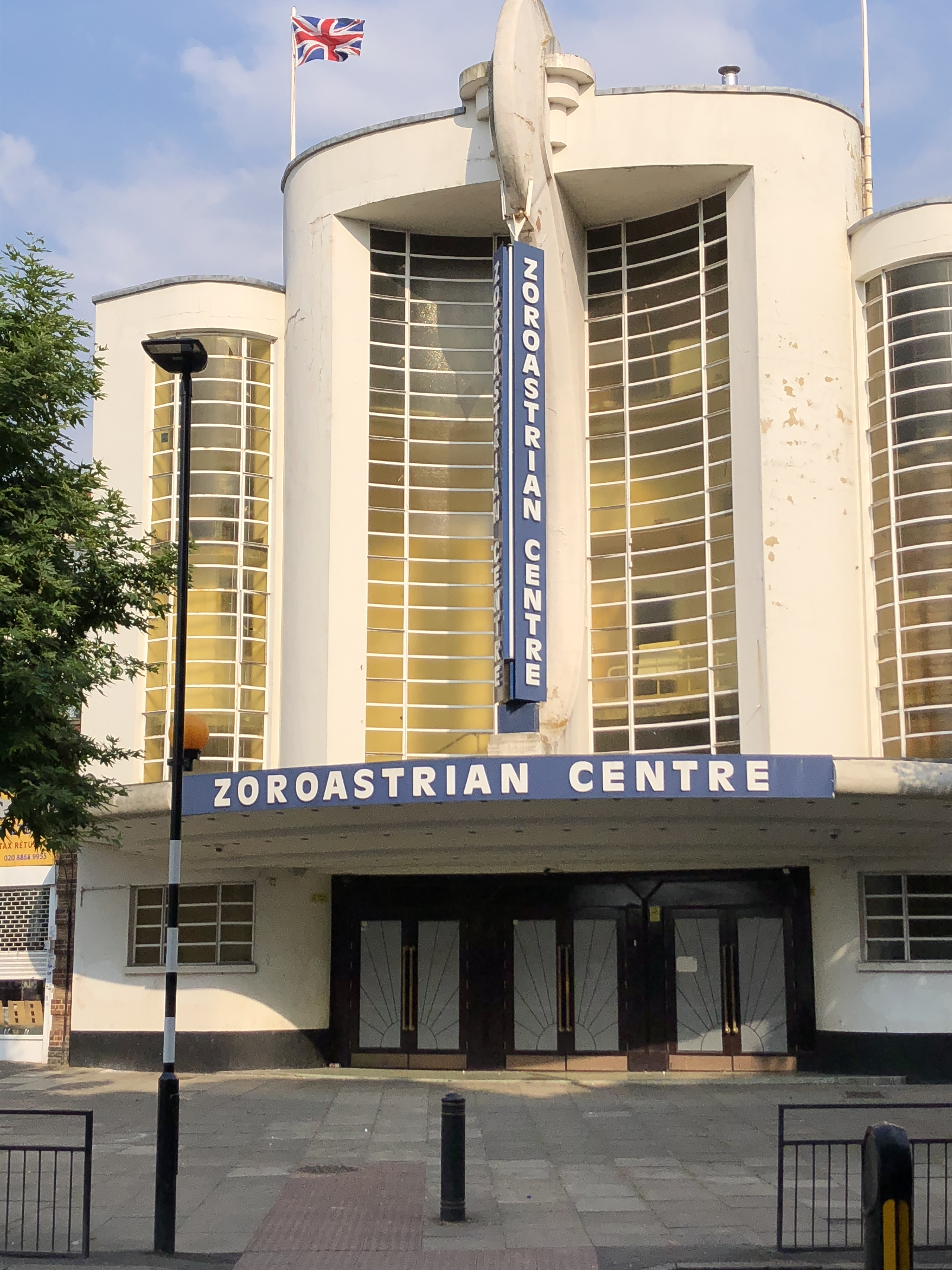
Zoroastrian Trust Funds of Europe en Londres.

La  The Zoroastrian Trust Funds of Europe (ZTFE), también intentó aliviar las condiciones de sus hermanos iraníes. Tanto Dadabhai Naoroji como Mancherjee Bhownagree, como presidentes de la ZTFE y miembros del Parlamento, se dirigieron a la Cámara de los Comunes del Reino Unido sobre el tema de la persecución de los zoroastrianos en Irán. En las seis ocasiones, el sah Nasereddín Sah Kayar visitó Londres; las delegaciones parsi de la ZTFE estuvieron presentes para defender a sus correligionarios iraníes que sufrían la intensa persecución de la dinastía Kayar.

#### República islámica de Irán (1979-?)
La Revolución iraní de 1979 fue igualmente traumática para los zoroastrianos restantes, y su número se redujo drásticamente. Inmediatamente después de la revolución, durante el mandato del primer ministro Mehdí Bazargán, los revolucionarios musulmanes "entraron en el templo de fuego principal de Zoroastro en Teherán y eliminaron el retrato del profeta Zoroastro y lo reemplazaron con uno del ayatolá Ruhollah Jomeini".
Las Naciones Unidas y otras organizaciones no gubernamentales consideran al gobierno iraní como uno de los peores delincuentes contra la libertad de religión del mundo, junto con Arabia Saudita y Sudán. Los miembros de las minorías religiosas, por ley y práctica, tienen prohibido ser elegidos para un cuerpo representativo —excepto a los escaños en el Majles reservados para las minorías, según lo dispuesto en la Constitución— y ocupar cargos gubernamentales o militares de alto nivel. También sufren discriminación en el sistema legal, reciben premios más bajos en demandas por lesiones y muertes, e incurren en castigos más severos que los musulmanes. Los hombres musulmanes son libres de casarse con mujeres no musulmanas, pero no se reconocen los matrimonios entre mujeres musulmanas y hombres no musulmanes.

## Persecución de grupos zoroastrianos minoritarios por otros zoroastrianos

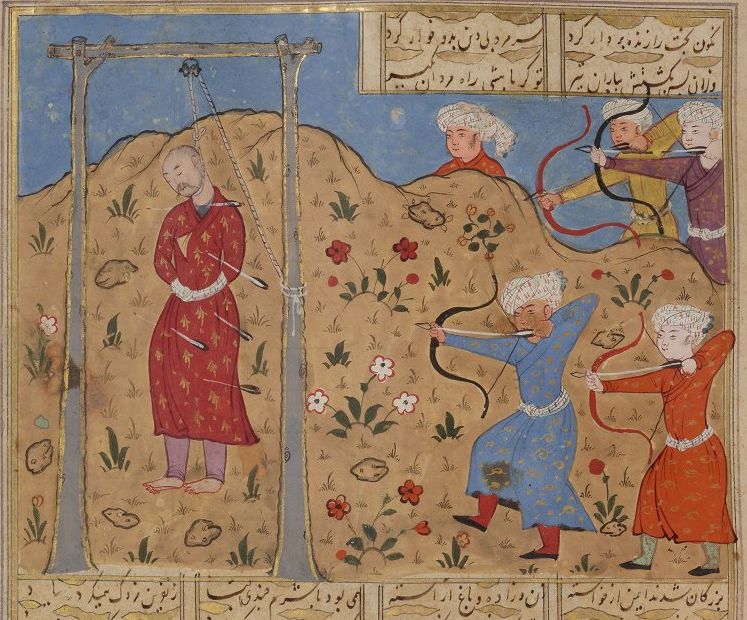
Shāhnāmé ilustración de la ejecución de Mazdak.

El mazdakismo fue visto por la jerarquía zoroástrica como una herejía y sus seguidores fueron perseguidos por los líderes zoroástricos sasánidas. El gobernante sasánida Cosroes I lanzó una campaña contra los fieles a Mazdak en 524 o 528, que culminó en una masacre que mató a la mayoría de ellos, incluido el mismo Mazdak y restauró el zoroastrismo ortodoxo como la religión del estado.
Varios relatos especifican el camino de la masacre: por ejemplo, en el Shāhnāmé se afirma que los tres mil mazdekitas fueron enterrados vivos con los pies hacia arriba para presentar al propio Mazdak el espectáculo de un «jardín humano», mientras que el mismo Mazdak fue colgado boca abajo y atravesado con innumerables flechas. Otras historias especifican otros métodos tortuosos de ejecución. En cualquier caso, tras la masacre y completa derrota de los mazdekitas, Anushiravan procedió a implementar sus propias reformas sociales y administrativas de largo alcance.El mazdakismo casi desapareció después de la masacre.Más tarde, hubo casos en que el clero de Zoroastro fue asistido por musulmanes contra zoroastrianos, a quienes el clero de Zoroastro consideraba herejes o separatistas.

## Persecución de los zoroastrianos por los cristianos
Según Mary Boyce, se notó que los zoroastrianos que vivían bajo el dominio cristiano en Asia Menor sufrieron dificultades, especialmente durante el largo conflicto entre el Imperio Romano y Persia. Se observó que los cristianos que vivían en un territorio controlado por los sasánidas habían destruido muchos templos de fuego y lugares de culto de Zoroastro. Los sacerdotes cristianos extinguieron deliberadamente el fuego sagrado de los zoroastrianos y caracterizaron a los seguidores como «seguidores del malvado Zoroastro, sirviendo a los dioses falsos y los elementos naturales».